# Przegląd Lotniczy Aviation Revue
Przegląd Lotniczy Aviation Revue – polski miesięcznik koncentrujący się na tematyce lotnictwa ogólnego, ukazujący się od roku 1993. Redaktorem naczelnym od momentu powstania miesięcznika i jego twórcą jest Krzysztof Krawcewicz.
Miesięcznik  w 2002 r. otrzymał wyróżnienie Diplome d'Honneur od Międzynarodowej Federacji Lotniczej (FAI) za osiągnięcia w popularyzacji sportów lotniczych.